# Leonardo Astrada
Leonardo Rubén Astrada (Buenos Aires, 6 gennaio 1970) è un allenatore di calcio ed ex calciatore argentino, di ruolo centrocampista.

## Carriera
Soprannominato in Argentina "El Negro".
Ha giocato per quasi tutta la sua carriera con il River Plate. Dal 2 luglio 1989 al 13 gennaio 2000, giorno in cui passa al club brasiliano del Grêmio.
Il 20 dicembre 2000 ritorna a vestire la maglia dei Millonarios. Il 6 luglio 2003 gioca la sua ultima partita con il River Plate, si ritira il giorno seguente.
Ha giocato nella Nazionale Argentina partecipando al mondiale 1998 in Francia.

## Allenatore
Dopo essersi ritirato il 1º gennaio 2004 è stato nominato allenatore del River Plate, posizione mantenuta per un anno e mezzo. Si dimette il 29 agosto 2005. Il 7 marzo 2006 è stato ingaggiato come allenatore del Rosario Central. Si dimette il 25 luglio 2006. Il 4 maggio 2007 è diventato allenatore del Colón. Si dimette il 16 marzo 2008.
Il 21 settembre 2008 firma per l'Estudiantes, esperienza che però dura solo pochi mesi il 12 marzo 2009 si dimette. Il 6 ottobre 2009 ritorna sulla panchina del River Plate, sostituendo Néstor Gorosito. Il 12 aprile 2010 viene esonerato, e termina la sua avventura. Il 2 marzo 2011 viene ingaggiato dal Cerro Porteño di Asunción per sostituire Javier Torrente, ex assistente di Bielsa, passato al Newell's Old Boys al posto di Néstor Sensini. Lascia il club 26 settembre 2011.
Il 2 marzo 2012 diventa allenatore dell'Argentinos Juniors. Il 5 novembre si dimette.
Il 28 agosto 2014 ritorna alla guida del club paraguaiano del Cerro Porteño.

## Palmarès

### Giocatore

#### Club

##### Competizioni nazionali
- Campionato argentino: 10

River Plate: 1989-1990, 1991 (Apertura), 1993 (Apertura), 1994 (Apertura), 1996 (Apertura), 1997 (Clausura e Apertura), 1999 (Apertura), 2002 (Clausura), 2003 (Clausura)

##### Competizioni internazionali
- Coppa Libertadores: 1

River Plate: 1996
- Supercoppa sudamericana: 1

River Plate: 1997

#### Nazionale
- Coppa America: 1

1991

### Individuale
- Equipo Ideal de América: 2

1991, 1997

### Allenatore
- Campionato argentino: 1

River Plate: Clausura 2004